# Lee Martin (cầu thủ bóng đá, sinh 1987)
Lee Robert Martin (sinh ngày 9 tháng 2 năm 1987) là một cầu thủ bóng đá chuyên nghiệp người Anh thi đấu ở vị trí tiền vệ cho câu lạc bộ Ramsgate.

## Danh hiệu
Manchester United
- FA Community Shield: 2007